# 美國政府問責署
美國政府責任署（英語：Government Accountability Office，簡稱 GAO）為立法部門政府機構，為美國國會提供審計、評估和調查服務，是美國聯邦政府最高的審計与監督機構。它的核心使命价值观为：问责、正直与可靠。常被称为“国会的看门狗”。
美國政府責任署成立於1921年，原名综合决算署（英语：General Accounting Office），2004年改為現名。机构首長为美國總審計长，由美國總統在參議院的建議和同意下任命， 任期為15年。现任總審計长为傑納·多達羅，任期自2010年12月22日开始。

## 权力
GAO在美国国会委员会及小组委员会的要求下，或在公共法、委员会报告、总审计长的授权下开展调查工作。GAO通过以下方式支持国会的监管职能：
1. 对机构的运营进行审计，或查明联邦的资金是否得到高效和有效的使用；
2. 调查有关非法或不当联邦行为的指控；
3. 汇报政府的项目与政策相对其目标的达成效果；
4. 进行政策分析，就国会关心的问题提供概要的选项；
5. 发布法律判决与评价；
6. 就如何使政府更加高效与有效地运行，向国会及执行机构的首脑提供建议。

## 成果
GAO提供的成果包括：
1. 报告与书面信函；

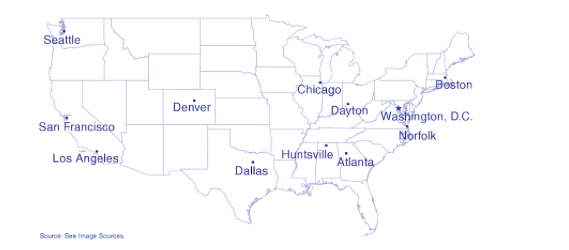
GAO在美国各地的办公室, 2009年

2. 为国会报告提供的证明与陈述。GAO的证明常在国会听证会上由一名或多名GAO高级行政官员口头發表，而GAO的陈述则包含在国会报告（英语：Congressional Record）中；
3. 情况通报，通常直接提供给全体国会议员；
4. 法律判决与评价，通常用于裁决投标抗议和拨款法令，也包括针对联邦官员的职权范围的评价。

GAO也会就涉及美国人普遍利益的特定问题进行特别公布，例如提供有关合众国财政前景的报告、在联邦的投标抗议过程中发挥作用，以及为国会就如何提升在海外的国家形象提供批判性建议。

## 机构历史
在1921年预算与决算法案的授权下，综合决算署成立，此为美国政府问责署的前身。法案要求GAO的首脑：
“在政府内部及其他领域内，调查一切有关收入、支出以及公共资金申请的事项，并且向总统……和国会……提供报告，着眼于如何在公共开支中获得更好的经济性与更高的效率。”
根据GAO目前的使命宣言，其存在的功能在于支持国会履行其宪法职能、协助提升其职能效果，并确保联邦政府的可问责性，以保障美国人民的利益。
根据2004年GAO人力资本改革法案，机构更名为“美国政府问责署”以更好地反映其职能。GAO的审计员不仅实施财政审计，也参与各种绩效审计。
多年以来，由于其频繁的审计工作以及有关揭露政府的财政浪费与职能低效的调查报告，GAO被称为“国会的看门狗”及“纳税人最好的朋友”。新闻媒体经常通过发表有关GAO报告的发现、结论及建议的报道以引起人们对这一机构的重视。国会议员也经常在媒体采访、国会听证会的陈述及拟议立法的现场辩论中援引GAO的成果。2007年，非盈利组织公共服务伙伴关系将GAO列为联邦政府中第二好的就业机构，而华盛顿人杂志也将GAO列为华盛顿特区最好的工作去向之一。
GAO由美国总审计长领导，这是美国政府中一个专业性、无党派的职位。总审计长由总统在参议院的建议和同意下任命，任期为15年，不可连任。由国会领袖组成的跨两党、跨两院的八人委员会提出一份至少包含三名候选者的名单，再由总统从这份名单中选择一名被提名者。在任期内，总审计长有权提起诉讼以强制访问联邦机构的信息。总审计长不可被总统罢免，只能被国会以弹劾或基于特殊原因的联合决议的方式罢免。自1921年以来，美国联邦政府只经历过8任总审计长，而且从未有过针对这一职位的正式罢免尝试。

美国政府问责署徽章，1921～2004

在第7任总审计长大衛·M·沃克的九年任期内，GAO内部的劳资关系变得紧张起来。2007年9月19日，GAO的分析员以75%的投票率、2:1 (897:445)的投票结果建立了GAO八十六年历史上的第一个工会。分析员们投票决定加入国际专业技术工程师联合会（IFPTE），这是美国劳工联合会和产业公会联合会的成员工会。GAO的分析员谈判部门有1800多名分析师，他们通过内部投票将自己命名为“IFPTE Local 1921”，以纪念GAO的成立日期。2008年2月14日，GAO分析员工会批准了其首次与管理层协商的薪酬合同；在1200余名工会成员参与的投票中，98%的人赞成该合同。
GAO确立了与政府的机构、项目、活动、职能相关的审计标准，也为承包商、非营利组织以及其他非政府组织接受的政府援助确立了审计标准。这些标准通常被称为一般公认政府审计标准（GAGAS），在法律、规定、协议、合同及政策要求时，审计师及审计组织必须遵守这些标准。这些标准也与审计师的专业资格、审计质量有关，并且蕴含在专业的、有意义的审计报告的特点中。
1992年，GAO主办了第14届最高审计机构国际组织（INCOSAI）大会。

## 报告

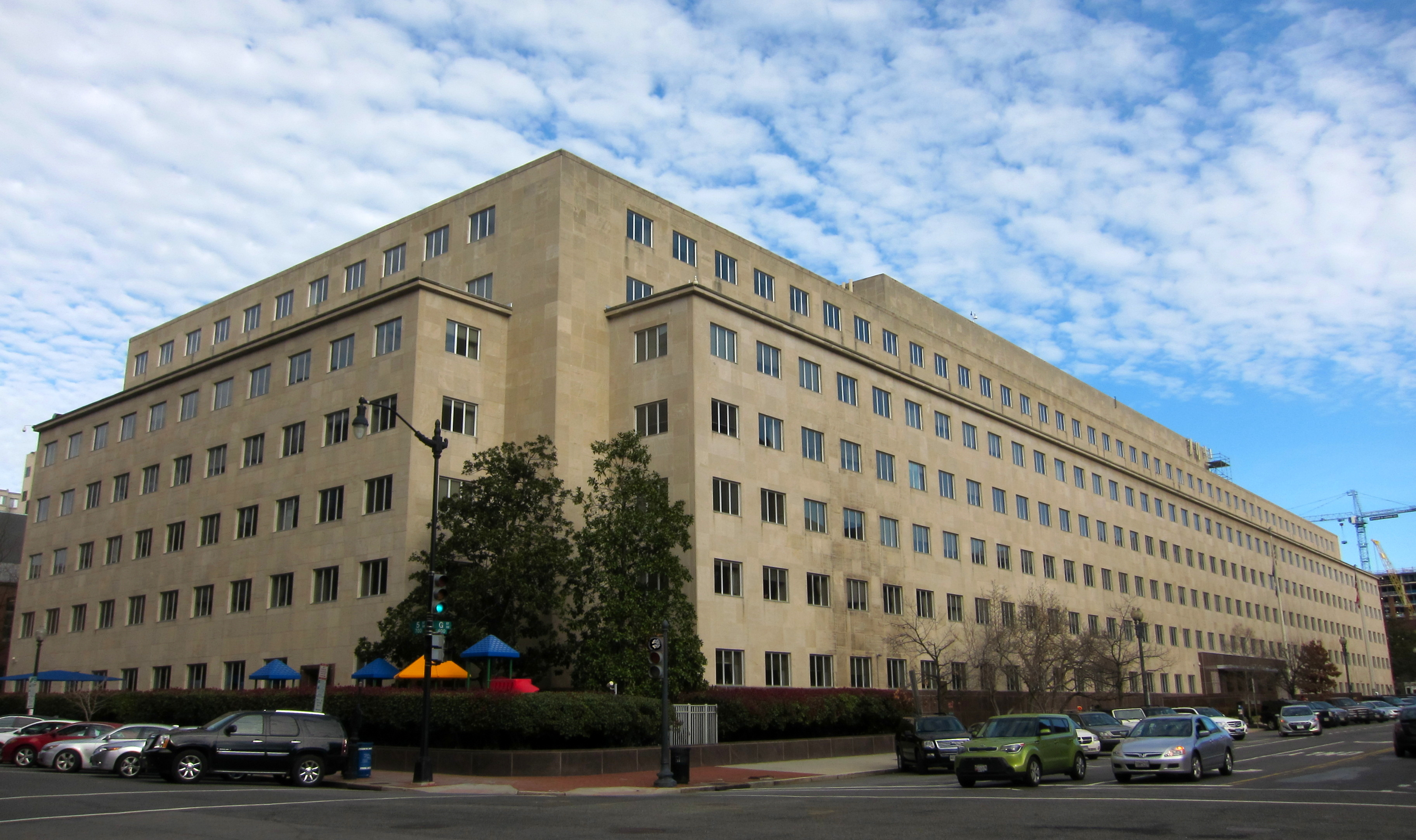
位于华盛顿哥伦比亚特区的GAO总部

GAO是美国政府的电子数据提供者，因为其所有报告都可以在其网站上访问，除了某些报告的分发仅限于官方使用以保护国家安全。报告的主题范围从联邦预算和财政问题，到财务管理、教育、退休问题、国防、国土安全、司法部门、卫生保健、信息管理和技术、自然资源、环境、国际事务、贸易、金融市场、住房、政府管理和人力资本，以及科技评估与分析。GAO经常制作其报告的重点提要，用于美国国会各个小组委员会的国会报告。
GAO的大多数研究与报告需要在国会议员的要求下开展，这些要求包括由成文法授权的要求，也会反映现实政治的考量，例如关于政府范围内招聘冻结的影响的研究。很多报告会定期发布，并且会放眼合众国机构的长远运作。GAO也会在诸如重复成本节约、高风险更新等关键问题上发布年度报告。
GAO每年准备多达900份报告，这些报告与以下内容有关：

### 美国政府的财政报告
GAO每年都会发布一份针对美国政府财政报告的审计报告。《2010年美国政府财政报告》发布于2010年12月21日。随附的新闻稿指出，GAO“无法对联邦政府2010年的合并财务报表发表审计意见，因为存在广泛的重大内部控制弱点、值得关注的不确定性及其他限制”。

### 美国公共债务
作为可持续性倡议的一部分，GAO发布了一份联邦财政展望报告，以及与赤字相关的数据。尽管GAO指出，权责发生制赤字“提供了更多有关政府年度运营长期影响的信息”，美国的赤字仍以现金制而非权责发生制为基础呈现。2010财年，美国联邦政府的净运营成本为20800亿美元，但由于包括会计准备金（对未来负债的估计），其现金赤字为12940亿美元。

### 五年战略计划
最新的GAO战略计划面向2018年至2023年，设定了以下四个目标：
1. 处理与美国民众的福祉及财务安全相关的现存的或正在形成的挑战；
2. 协助国会应对变化的安全威胁及全球相互依存的挑战；
3. 协助联邦政府转型以应对国家层面的挑战；
4. 为国会提供优质、及时的服务，成为领导实践的联邦机构，以最大限度地提高GAO的价值。

### 司法审计与调查服务
司法审计与调查服务（FAIS）小组向国会提供：关于财政诈骗、浪费与滥用的高质量司法审计与调查，其他特殊调查，以及安全性与漏洞评估。它的工作涉及由美国国税局、医疗保险与医疗救助服务中心、退伍军人事务部、国土安全部等联邦部门管理的各种政府计划。

## 技术评估
1995年科技评估署关闭后，国会要求GAO承担科技评估的试点项目。在2002年至2005年间，GAO完成了三份报告，包括边境安全的生物统计学应用、关键基础设施保护的电子安全措施、以及在野外火灾中保护建筑物的技术。向公众公开的GAO报告及科技评估已经成为了解美国国会政策的科技含义的关键途径。
自2008年以来，国会已经在GAO内部建立了一个永久的科技评估功能。这个新的职能增强了GAO与科技问题有关的审计能力，包括对美国联邦项目的有效性及高效性的审计。2010年，GAO作为合伙成员加入了欧洲议会技术评估组织。2019年，GAO建立了一个主要负责技术评估的新的任务小组，即“科技评估与分析小组”。
GAO发布了一份“技术评估设计手册”以协助技术评估小组分析技术的影响，使政策制定者能够更容易地理解复杂的问题。GAO将技术分析定义为“对技术创新与社会、环境和经济之间重要的主要、次要、间接和延迟相互作用以及这些相互作用的当前和可预见的后果和影响进行彻底和平衡的分析”。考虑到这些相互作用可能会产生影响，GAO在其某些成果中包含了政策选项。GAO网站的技术评估部分列出了其公开的技术评估报告。

## 外部鏈接
- 美國政府問責署 （页面存档备份，存于） （英文）